# Anti-Revolutionaire Jongerenstudieclubs

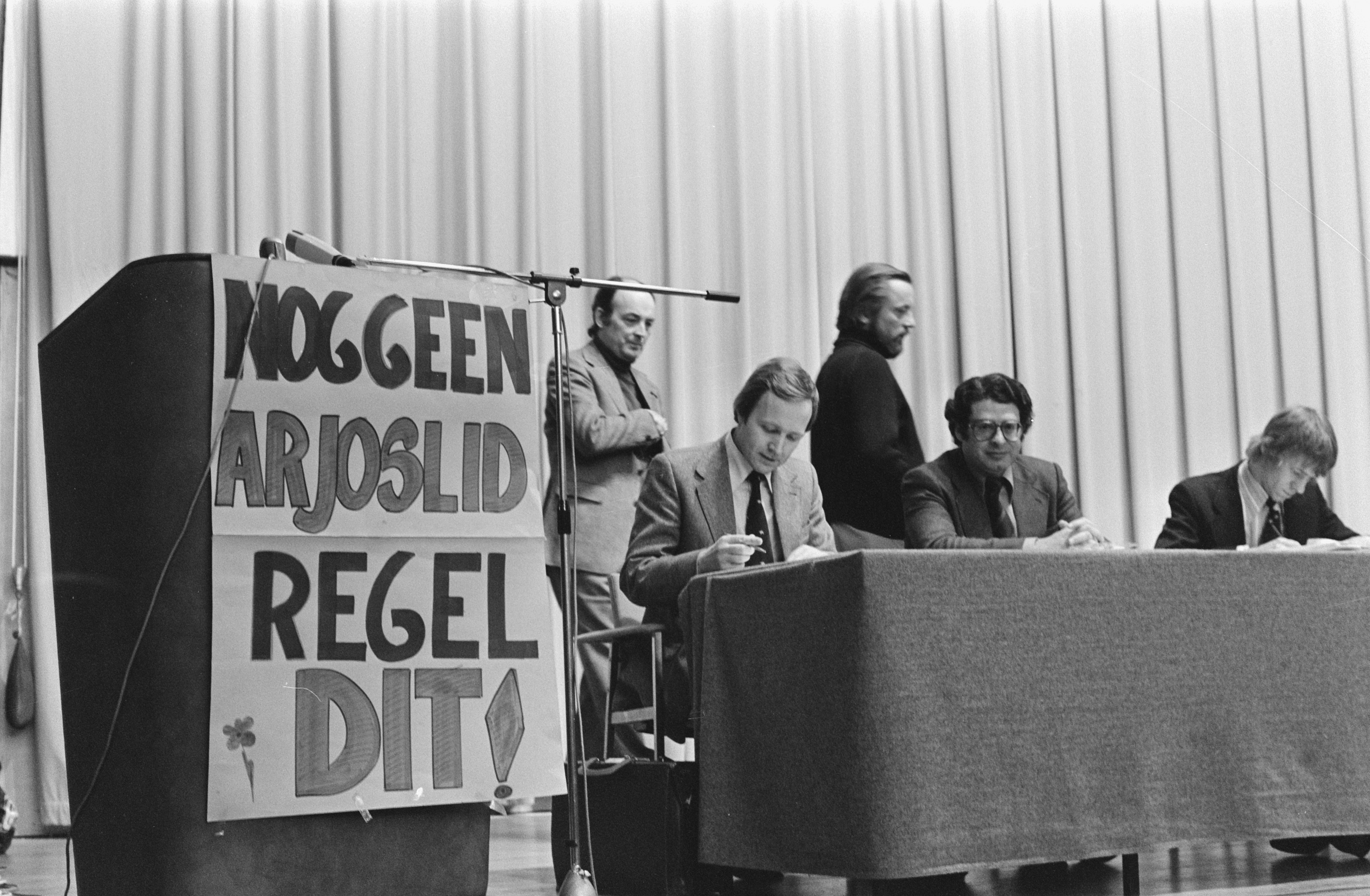
ARJOS-congres in Den Haag, 20 maart 1976.

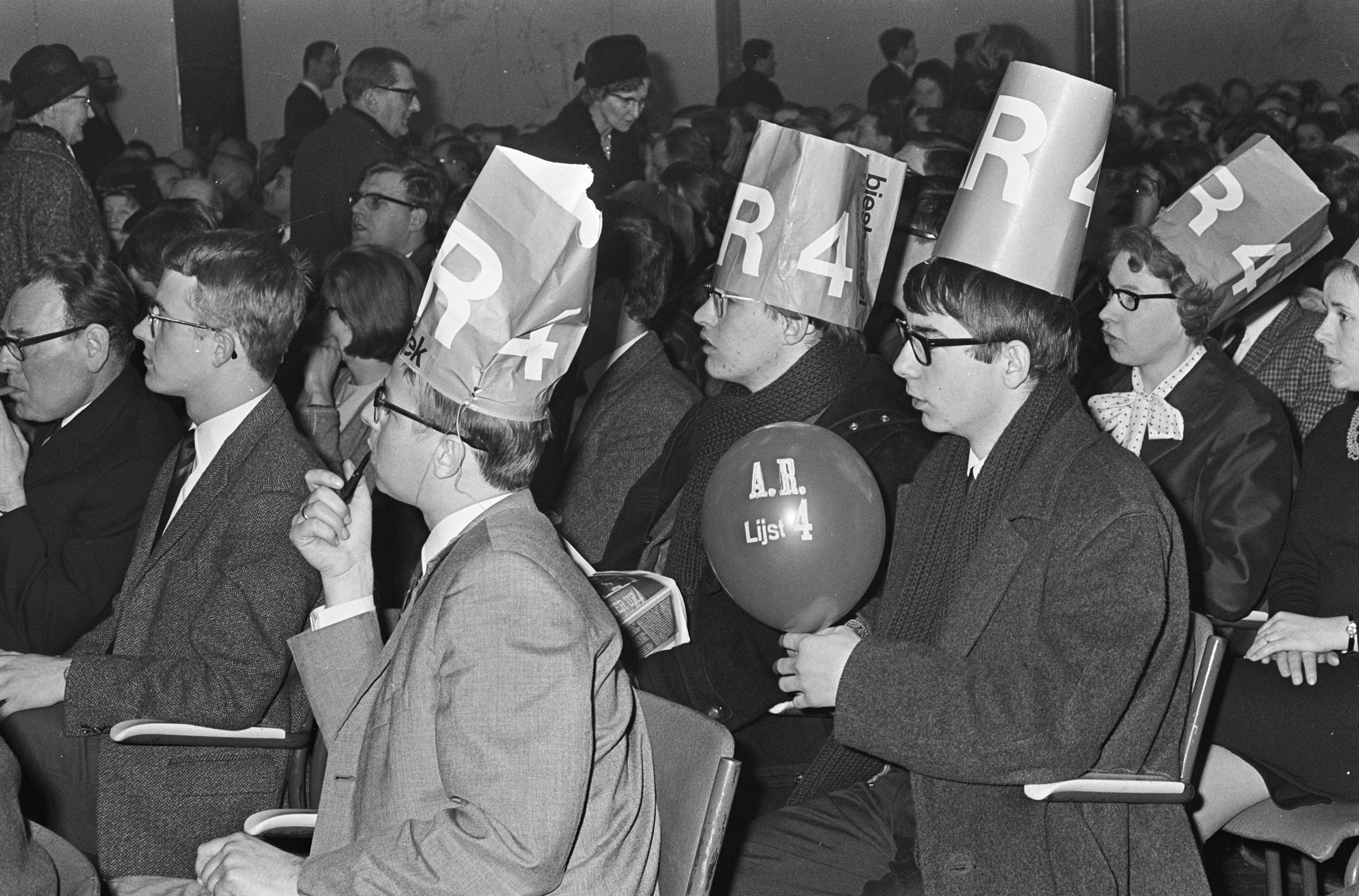
ARJOS-jongeren met feesthoedjes tijdens een AR-verkiezingsavond, 26 januari 1967.

De Nationale Organisatie van Anti-Revolutionaire Jongerenstudieclubs (ARJOS) was van het naoorlogse 1945 tot 17 januari 1981 de jongerenorganisatie van de Anti-Revolutionaire Partij (ARP). Van november 1929 tot 1941 fungeerde de ARJA (Anti-Revolutionaire JongerenActie) als voorloper van ARJOS. Als ARP-jongerenorganisatie hield ARJOS zich bezig met de manier waarop christelijke politiek gestalte kreeg, onder meer door het organiseren van studiebijeenkomsten, conferenties en kadercursussen, het uitgeven van brochures en het ondersteunen van acties.
Aanvankelijk was het de ARP die een stevige vinger in de pap had bij de jongerenorganisatie door het recht op benoeming van twee bestuurders door het centrale comité van de moederpartij. In 1956 keerden de verhoudingen om; twee ARJOS-afgevaardigden kregen een plek in het centrale comité van de ARP. 
Bij het tot stand komen van het Christen Democratisch Appèl (CDA) uit (KVP, ARP en CHU) ging ook de ARJOS op in de bijbehorende jongerenorganisatie, het Christen Democratisch Jongeren Appèl (CDJA).